# Mesochorus puteolus
Mesochorus puteolus là một loài tò vò trong họ Ichneumonidae.